# Seto Windhill
El Seto Windhill (瀬戸ウインドヒル Seto Windohiru?), es un parque eólico que se encuentra en el Pueblo de Ikata del Distrito de Nishiuwa de la Prefectura de Ehime. Actualmente cuenta con 20 aerogeneradores.

## Características

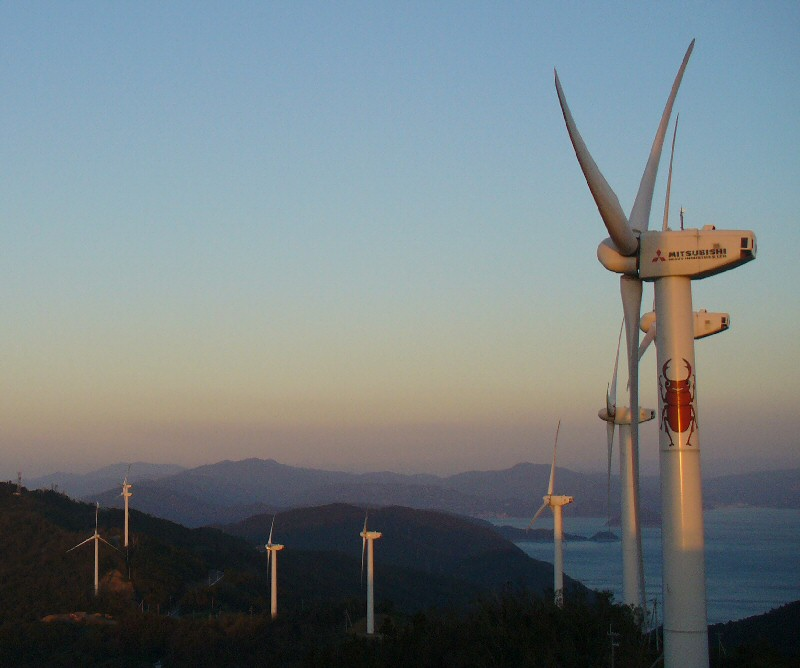
Vista panorámica desde el Parque de la Colina del Viento de Seto (2005/10/19).

El parque eólico se extiende por la zona central de la Península de Sadamisaki, una zona que registra vientos de 8,3 m/s en promedio, siendo uno de los mayores registros de Japón.
Se inauguró el 1° de octubre de 2003, con 11 aerogeneradores fabricados por Mitsubishi Heavy Industries, una compañía perteneciente al Grupo Mitsubishi. El proyecto contempla la construcción de un total de 60 aerogeneradores, para convertirse en el de mayor envergadura de Japón.
Cuenta con el Parque de la Colina del Viento de Seto (せと風の丘パーク Seto kaze-no-oka pāku?), que cuenta con facilidades para visitantes. Desde ella no sólo se puede avistar el parque eólico, sino también el Mar Interior de Seto hacia el norte y el Mar de Uwa hacia el sur.